# Moerisia carinae
Moerisia carinae är en nässeldjursart som beskrevs av Bouillon 1979. Moerisia carinae ingår i släktet Moerisia och familjen Moerisiidae. Inga underarter finns listade i Catalogue of Life.